# Mount Cabot
Mount Cabot és una muntanya situada al Comtat de Coos, a Nou Hampshire, Estats Units. És el pic més alt de la serralada Pilot Range de les White Mountains. Està flanquejada al nord per The Bulge, i al sud de Bunnell Notch per Terrace Mountain.
Drena, pel costat occidental, al Riu Israel mitjançant diversos rierols i pel costat oriental, a la branca oriental de l'Upper Ammonoosuc River, i d'allí al riu Connecticut i Long Island Sound.
Cabot és un dels pics majors de quatre mil peus (1219 metres) de l'Appalachian Mountain Club, la més septentrional de Nova Hampshire. També es troba a la llista New Hampshire Fifty Finest dels pics més prominents. El relatiu aïllament de Cabot li atorga la cinquena prominència més alta de Nou Hampshire, i la 14a de Nova Anglaterra.